# Actiniceps
Actiniceps là một chi nấm trong họ Pterulaceae. Chi này phân bố rộng khắp ở các vùng nhiệt đới và có 3 loài.